# Kök-Dżar
Kök-Dżar (kirg.: Көк-Жар; ros.: Кек-Джар, Kiek-Dżar) – wieś w Kirgistanie, w obwodzie oszyńskim, w rejonie Nookat.